# Parafia Wniebowzięcia Najświętszej Maryi Panny w Gdańsku

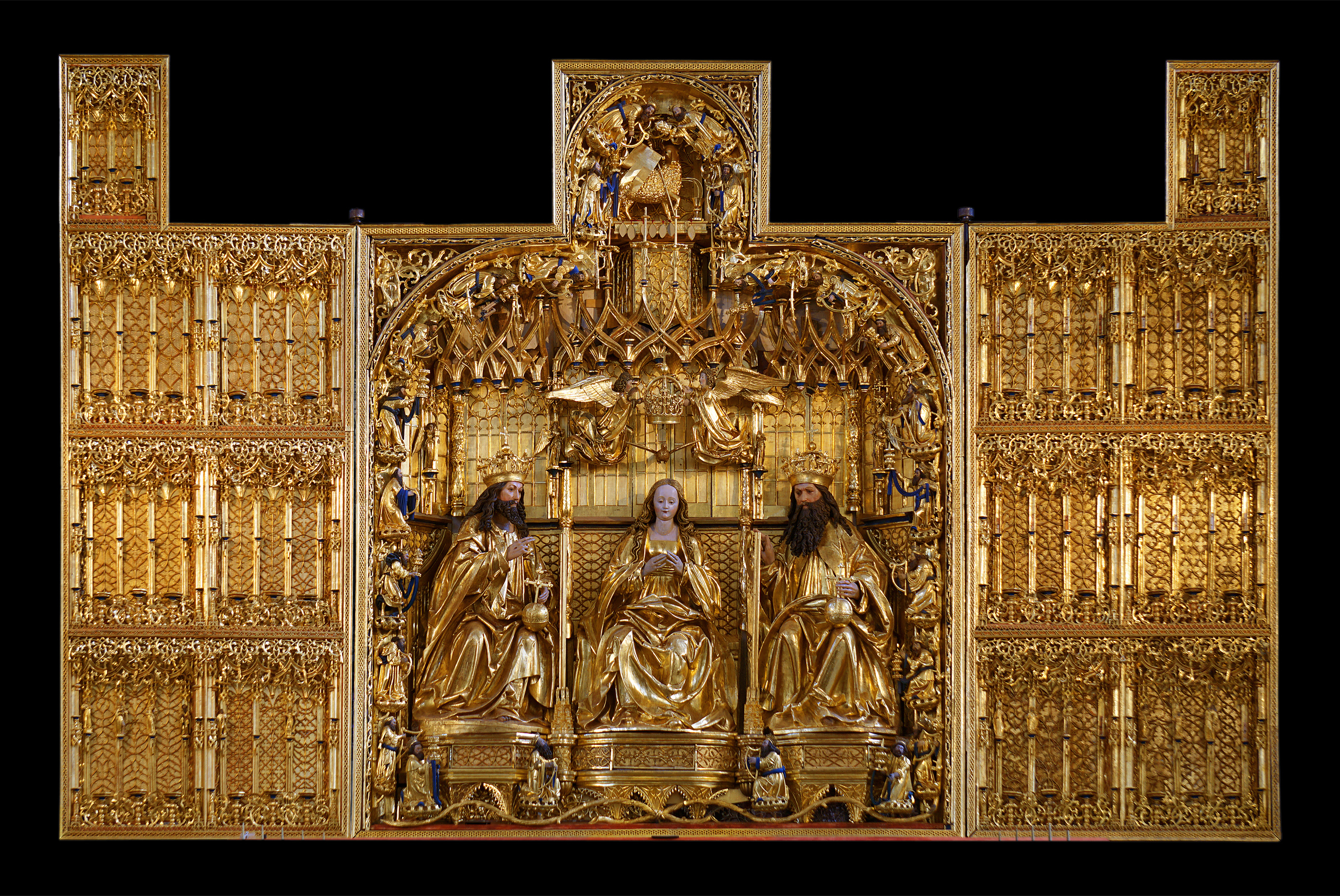
Ołtarz Koronacji Marii (widok na korpus z przedstawieniem Koronacji Marii i rzeźbione skrzydła)

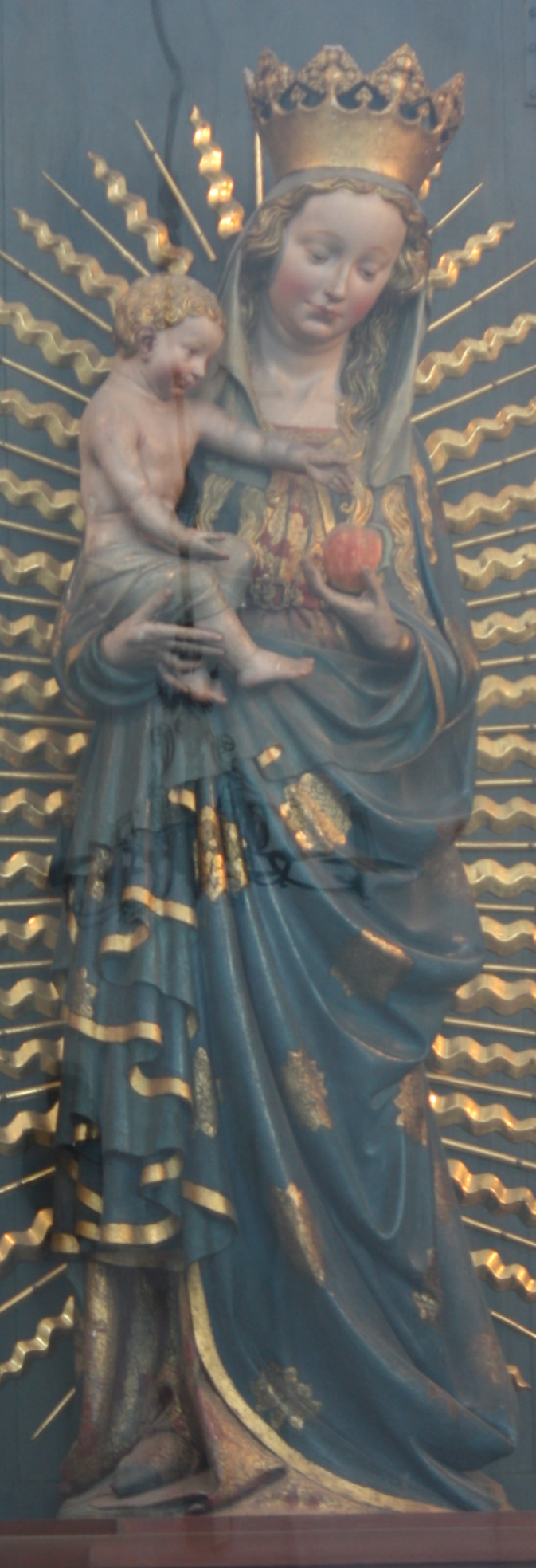
Piękna Madonna Gdańska – nieznanego gdańskiego artysty rzeźbiarza

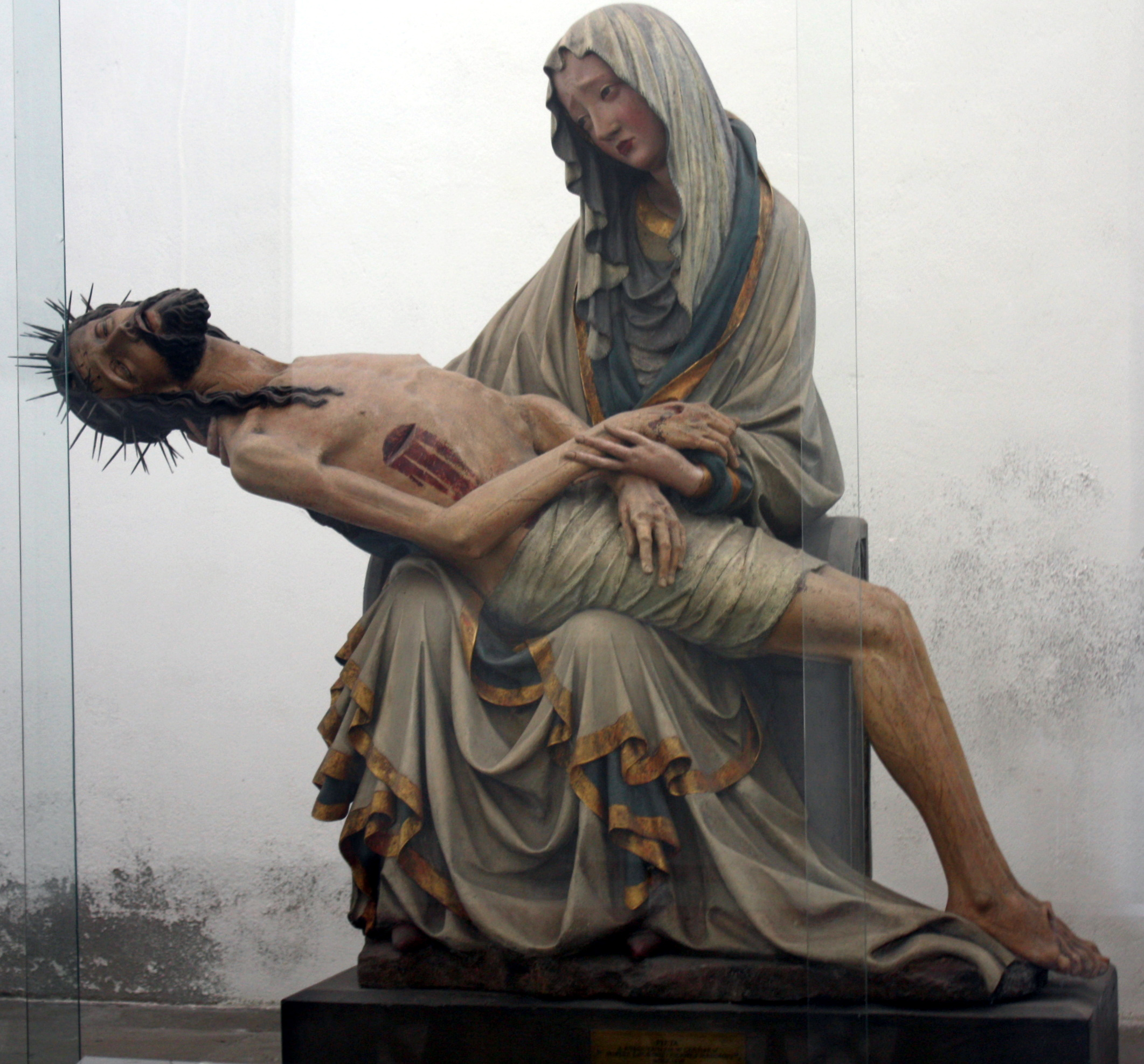
Gotycka Pietà w kaplicy św. Rajnolda

Parafia Wniebowzięcia Najświętszej Maryi Panny w Gdańsku – rzymskokatolicka parafia usytuowana w gdańskiej dzielnicy Śródmieście przy ulicy Podkramarskiej. Erygowana (trzykrotnie): XIV wiek – parafia przy kościele Panny Marii; 31 marca 1840 – parafia Ducha Świętego przy kaplicy Królewskiej; 31 marca 1991 – parafia Wniebowzięcia NMP przy bazylice Mariackiej. Wchodzi w skład dekanatu Gdańsk Śródmieście, który należy do archidiecezji gdańskiej.

## Historia

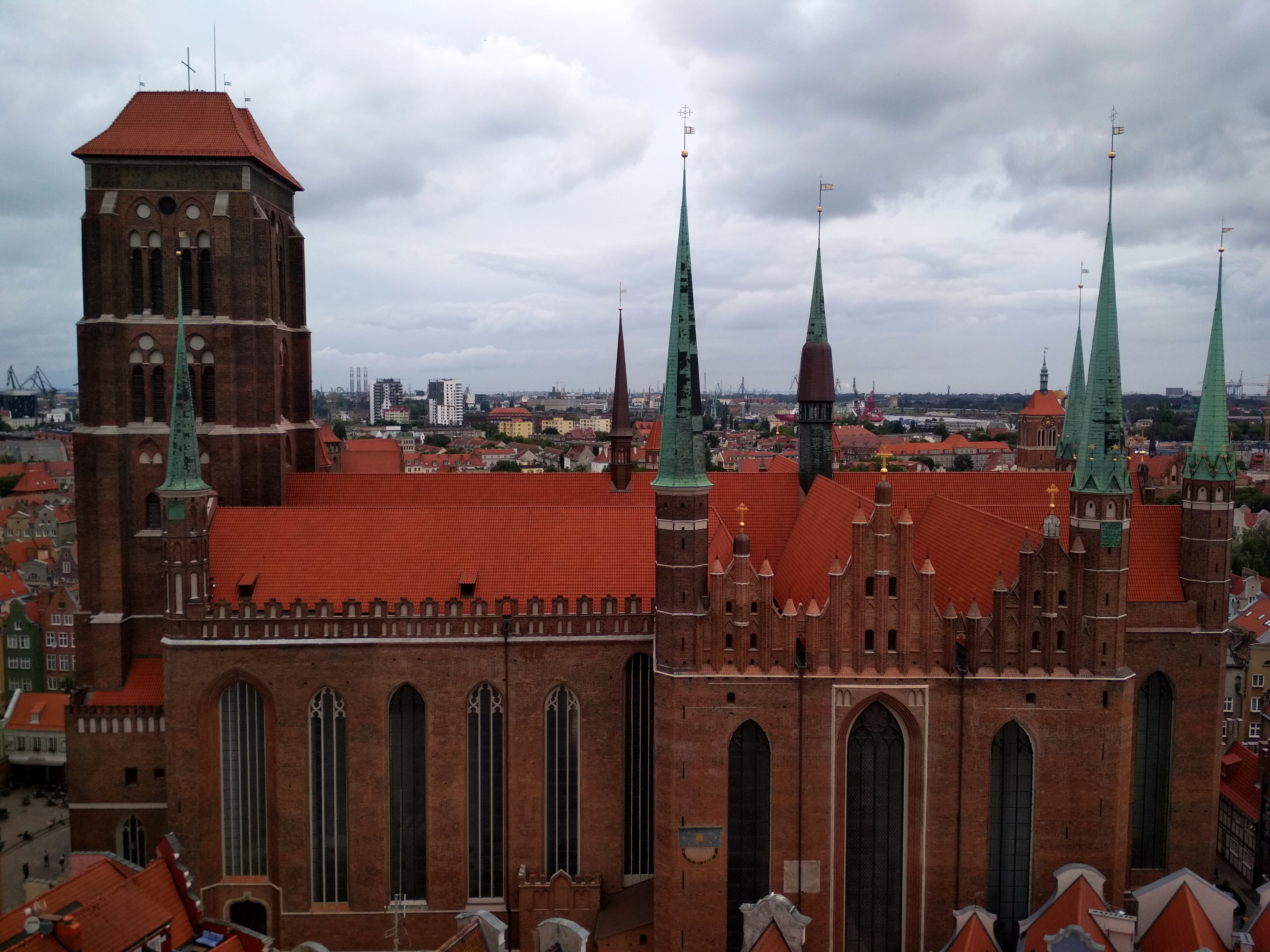
Bazylika Mariacka (widok z Ratusza Głównego Miasta)

Historyczna fara Głównego Miasta w Gdańsku zwana często „Koroną Gdańska”, pełniąca funkcję kościoła katolickiego i ewangelickiego (w latach 1572–1945), od 1986 konkatedra diecezji gdańskiej, która w 1992 stała się archidiecezją. Kościół jest dedykowany Najświętszej Marii Pannie, nosi wezwanie Wniebowzięcia NMP. Położony jest na placu między ulicami Piwną i Chlebnicką, a św. Ducha. Od strony Motławy bezpośrednio do jednej z bram świątyni prowadzi ul. Mariacka. Kościół Mariacki jest trzecią pod względem objętości świątynią na świecie zbudowaną z cegły. Jej charakterystyczna sylwetka, której akcentami są masywna zachodnia wieża dzwonna i smukłe narożne wieżyczki tworzy dominantę w panoramie miasta.
Zbudowany w latach 1346–1502 kościół jest przykładem gotyku ceglanego, odmiany stylu w architekturze gotyckiej upowszechnionego w krajach basenu Morza Bałtyckiego. Pomimo burzliwych dziejów, świątynia zachowała historyczną formę architektoniczną, co poświadcza ikonografia sięgająca XVI wieku oraz bogaty wystrój wnętrza, który tworzą liczne dzieła średniowieczne (m.in. Ołtarz Koronacji Marii, Piękna Madonna Gdańska, Pietà, ołtarz św. Barbary, Tablica Dziesięciorga Przykazań, zegar astronomiczny) i nowożytne (zespół obrazów i epitafiów z XVI–XVIII stuleci).

## Proboszczowie
Proboszczowie katoliccy kościoła Wniebowzięcia NMP, a w latach 1683–1962 z siedzibą w kaplicy Królewskiej*
- 1344: ks. Konrad
- 1351–1363 (1368?): ks. Paul von Molnsdorf[8]
- 1368–1377: ks. Johann von Gilgenburg
- 1377–1389: ks. Nicolaus
- 1389–1398: ks. Christian Rose
- 1398–1438: ks. Andreas Slommow[9]
- 1438–1447: ks. Andreas Ruperti
- 1447–1455: ks. Andreas Kunich
- 1455–1466: ks. Augustin Tiergart[10]
- 1467–1476: ks. Arnold Rogge
- 1478–1484: ks. Mathias Westphal
- 1484–1493: ks. Johann Ferber
- 1494–1497: ks. Georg Grewe
- 1499–1508: ks. Bernd Sculterti
- 1508–1516: ks. Johann Sculterti
- 1516–1523: bp Maurycy Ferber[11][12][13]
- 1523–1537: ks. Jan Dantyszek[14]
- 1537–1544: ks. Urban Ulrici
- 1545–1547: o. Walerian OP
- 1547–1553: ks. Andrzej Duchnicki
- 1553–1561: ks. Piotr Wyszczelski
- 1561–1586: ks. Mikołaj Kos
- 1586–1611: ks. Nicolaus Milonius[15]
- 1611–1635: ks. Adam Gołyński (Goliński)
- 1635–1637: ks. Wojciech Samuel Chrzanowski
- 1637–1644: ks. Mateusz Judycki
- 1644–1657: ks. Florian Falck
- 1657–1678: ks. Ludwik Wawrzyniec a Demuth
- 1678–1681: ks. Joachim Pastorius[16][17]
- 1682–1689: ks. Georg Ridelius
  - od 1683 z siedzibą w kaplicy Królewskiej
- *1689–1690: ks. Johann Georg Kunigk
- *1690–1692: ks. Georg Adam Kunigk
- *1693–1712: ks. Jan Stefan Janowicz
- *1712–1719: ks. Andrzej Jakub Korsz[18]
- *1720–1743: ks. Dominik Sienieński
- *1743–1761: ks. Piotr Paweł Sikorski
- *1762–1775: ks. Cyprian Kazimierz Wolicki[19]
- *1775–1785: bp Maciej Grzegorz Garnysz
- *1785–1790: abp Wojciech Józef Skarszewski
- *1790–1818: bp Feliks Łukasz Lewiński
- *1818–1855: ks. Stanisław Kostka Rosołkiewicz[20][21]
- *1855–1857: ks. Julius Tokarski
- *1857–1882: bp Leon Redner[22]
- *1882–1895: ks. Friedrich Mentzel
- *1895–1898: ks. Johann Behrend
- *1899–1907: ks. Franciszek Michalski
- *1907–1916: ks. Franz Berendt
- *1916–1934: ks. Paul Herweg
- *1935–1945: ks. Otto Lindenblatt
- *1948–1949: ks. Tadeusz Piskozub
- *1949–1951: ks. Józef Gałda
- *1951: ks. Władysław Kowalczyk[23]
- *1951–1952: ks. Walerian Sześciuk
- *1952–1962: ks. Franciszek Solarz
- 1962–1978: ks. ppłk Józef Zator-Przytocki[24][25][26]
- 1979–2014: ks. inf. Stanisław Bogdanowicz[27][28][29][30][31]
- 2014–2015: bp dr Zbigniew Zieliński[32][33][34][35][36][37][38][39]
- od 29 XI 2015: ks. prał. mgr Ireneusz Bradtke[40][41][42]
  - członek Rady ds. Ekonomicznych od 18 X 2021
  - członek Komitetu ds. organizacji archidiecezjalnego odpustu św. Wojciecha od 22 III 2017